# Белоозёрский сельский округ
Белоозёрский сельский округ — упразднённая административно-территориальная единица, существовавшая на территории Шатурского района Московской области в 1994—2004 годах.
Административным центром был посёлок санатория «Озеро Белое».

## История

### Белоозёрский сельсовет
10 февраля 1992 года из Пышлицкого сельсовета выделен Белоозёрский сельсовет.
К 1 января 1994 года в состав Белоозёрского сельсовета входило 1 посёлок и 9 деревень: посёлок санатория «Озеро Белое» и деревни Дубасово, Селянино, Артёмово, Маврино, Пронино, Сычи, Югино, Фрол, Великодворье.

### Белоозёрский сельский округ
3 февраля 1994 года в соответствии с новым положением о местном самоуправлении в Московской области Белоозёрский сельсовет был преобразован в Белоозёрский сельский округ.
29 сентября 2004 года Белоозёрский сельский округ был упразднён, а его территория включена в Пышлицкий сельский округ.